# Échelle de Ludwig

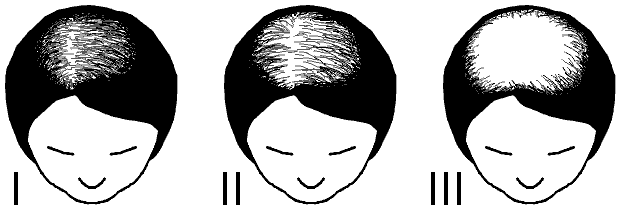
L'échelle de Ludwig pour l'alopécie féminine.

La progression de l'alopécie féminine (Alopécie Androgénique) est généralement classée sur l'échelle de Ludwig, graduée des stades I à III. L'échelle est utilisée uniquement pour le classement général. La progression de l'alopécie de nombreuses femmes ne suit pas les étapes de Ludwig.